# Antons Benjamiņš
Antons Benjamiņš, född 1860, död 1939, var en lettisk publicist.
Benjamiņš föddes i ett lantbrukarhem, genomgick ett lettiskt folkskollärarseminarium och verkade som lärare till 1904, då han slog sig ned i Riga, där han ägnade sig åt journalistik. Han var först medarbetare i en tysk tidning och arbetade därefter på en lettiskspråkig tidning. 1911 grundade han en egen tidning, Jaunākās Ziņas, som under hans ledning utvecklades för att efter första världskriget bli Lettland och Balticums största tidning, och hjälpte Benjamiņš att bli en centralfigur i Lettlands politiska, kulturella och ekonomiska liv.